# Eustaquio de Flandes
Eustaquio de Flandes (en francés: Eustache de Flandre, alemán: Eustach von Flandern, fallecido en 1216) fue un noble flamenco y brevemente regente del Reino de Tesalónica.
Era el hijo menor del conde Balduino VIII de Flandes y V de Henao y de la condesa Margarita de Flandes. Sus hermanos mayores Balduino I y Enrique de Flandes fueron los dos primeros emperadores latinos de Constantinopla.
Eustaquio probablemente no participó en la Cuarta Cruzada (1202-1204). Es mencionado por primera como general de su hermano Enrique de Flandes a finales de 1206 en una batalla contra el zar búlgaro Kaloyan cerca de Adrianópolis. Por su hermano Enrique combatió contra los búlgaros y después contra los exiliados bizantinos bajo Teodoro I Láscaris.
Después que Enrique suprimió la rebelión de los lombardos bajo Oberto II de Biandrate en el Reino de Tesalónica (enero de 1209) Eustaquio fue colocado por su hermano como regente del infante rey Demetrio. En el Parlamento de Ravennika (mayo de 1209) Eustaquio contrajo matrimonio con Angelina, hija del déspota de Epiro, Miguel I Comneno Ducas. Su matrimonio fue arreglado por su padre para sellar su alianza con el Imperio latino. Aunque desde 1214 Tesalónica fue atacado por Teodoro Comneno Ducas.
Eustaquio murió probablemente en 1216, como su hermano. Alrededor de 1217 fue nominado otro regente de Tesalónica, Berthold II von Katzenelnbogen.

## Sources
- Bredenkamp, François (1996). The Byzantine Empire of Thessaloniki (1224–1242). Thessaloniki: Thessaloniki History Center. ISBN 9608433177.
- Longnon, Jean (1978). Les compagnons de Villehardouin: Recherches sur les croisés de la quatrième croisade. Geneva: Librairie Droz.
- Van Tricht, Filip (2011). The Latin Renovatio of Byzantium: The Empire of Constantinople (1204-1228). Leiden: Brill. ISBN 978-90-04-20323-5.

- Datos: Q1378708